# Sean Rooney
Sean Michael Rooney (Wheaton, 13 novembre 1982) è un ex pallavolista statunitense, nel ruolo di schiacciatore.

## Carriera
La carriera di Sean Rooney inizia nei tornei scolastici: gioca prima per la squadra della sua scuola superiore, la Wheaton-Warrenville South High School, e poi tra le file della Pepperdine, raggiungendo la finale della NCAA Division I nel 2002, dove perde contro la Hawaii, e nel 2005, questa volta vincendo contro la UC Los Angeles e venendo premiato come MVP della Final four; nel corso della carriera universitaria raccoglie svariati premi, su tutti quello di National Player of the Year. Nel 2003 partecipa alla XXII Universiade, vincendo la medaglia di bronzo.
Nella stagione 2005-06 inizia la carriera professionistica, ingaggiato nella V-League sudcoreana dagli Hyundai Skywalkers: si aggiudica subito lo scudetto e riceve il premio di MVP della Regular Season, delle finali e del mese di dicembre; nella stagione successiva si aggiudica la Coppa KOVO, vince poi il secondo titolo sudcoreano consecutivo, ricevendo un altro premio di MVP delle finali, ed il V.League Top Match. Nel 2007 viene convocato per la prima volta in nazionale statunitense maggiore, vincendo la medaglia d'argento ai XV Giochi panamericani, dove viene premiato come miglior attaccante, quella d'oro alla Coppa America ed il bronzo alla World League.
Nel campionato 2007-08 viene ingaggiato nella Superliga russa dalla Dinamo-Jantar, resta in Russia anche nel campionato successivo, giocando però nel Fakel fino al 2009-10. Nel 2008 vince con la nazionale statunitense la medaglia d'oro prima alla World League e poi, soprattutto, ai Giochi della XXIX Olimpiade di Pechino, mentre un anno dopo vince la medaglia d'argento al campionato nordamericano 2009.
Nelle stagioni 2010-11 e 2011-12 gioca nella Serie A1 italiana per la Gabeca; con la nazionale vince la medaglia d'argento prima al campionato nordamericano 2011 e poi alla World League 2012. Dopo una stagione di inattività torna a giocare per la nazionale al campionato nordamericano 2013, dove vince la medaglia d'oro. Nel campionato 2013-14 ritorna a giocare nella V-League sudcoreana, questa volta per i Woori Card Hansae, mentre con la nazionale si aggiudica la medaglia d'oro alla World League 2014.

## Palmarès

### Club
- NCAA Division I: 1

2005
- Campionato sudcoreano: 2

2005-06, 2006-07
- Coppa KOVO: 1

2006
- V.League Top Match: 1

2007

### Nazionale (competizioni minori)
- XXII Universiade
- Giochi panamericani 2007
- Coppa America 2007

### Premi individuali
- 2002 - National Newcomer of the Year
- 2002 - All-America Second Team
- 2003 - All-America First Team
- 2004 - All-America First Team
- 2005 - National Player of the Year
- 2005 - All-America First Team
- 2005 - NCAA Division I: Los Angeles National MVP
- 2006 - V-League: MVP della Regular Season
- 2006 - V-League: MVP delle finali
- 2007 - V-League: MVP delle finali
- 2007 - V-League: MVP di dicembre
- 2007 - XV Giochi panamericani: Miglior attaccante
- 2008 - Qualificazioni ai Giochi della XXIX Olimpiade: Miglior attaccante
- 2009 - USAV: Pallavolista maschile statunitense dell'anno